# Zina Kalay-Kleitman
Zina Kalay-Kleitman (ebraică זינה קלאי - קלייטמן) este o diplomată israeliană originară din Basarabia, Republica Moldova, la vremea respectivă  republică  parte a Uniunii Sovietice. 
Zina Kalay-Kleitman s-a născut la Chișinău într-o familie  evreiască. Tatăl  ei a lucrat ca  inginer iar mama ei  ca  muncitoare la o întreprindere  textilă.
Emigrată în Israel dupa terminarea studiilor  liceale, a studiat științele politice , specializându-se în „sovietologie” la Universitatea  Ebraică din Ierusalim. A obținut titlul de master cu mențiune specială.
Și-a început cariera  diplomatică in anul 1986. În anii 1995 - 1998 a fost consilieră a ambasadei Israelului in Federația Rusă.
În anii 1998 - 2001 a fost directoare adjunctă a Departamentului pentru  Europa și  Asia al Ministerului de Externe  al  Israelului. Între 2001 - 2005 a servit drept consilieră în delegația Israelului  la ONU. În această  calitate s-a aflat în Manhattan în timpul atentatului perpetrat la New York  de teroriștii islamiști la  11 septembrie 2001.  În anii 2005 - 2007 a lucrat la Oficiul pentru problemele diasporei evreiești si ale relațiilor interconfesionale la Ministerul israelian  de  externe.
Între anii 2007-2011 Zina Kalay - Kleitman  a fost ambasadoarea  Israelului în Ucraina - a treia femeie israeliană care îndeplinește această misiune (după Anna Azari și Naomi Ben Ami)